# George Keys
George Arthur Keys (ur. 12 grudnia 1959 w Burwood) – nowozelandzki wioślarz. Brązowy medalista olimpijski z Seulu.
Zawody w 1988 były jego drugimi igrzyskami olimpijskimi, debiutował cztery lata wcześniej w Los Angeles. Brązowy medal zdobył w czwórce ze sternikiem. Osadę tworzyli ponadto Chris White, Ian Wright, Andrew Bird, Greg Johnston. W ósemce zdobył tytuł mistrza świata w 1982 i 1983.